# Direitos fundamentais

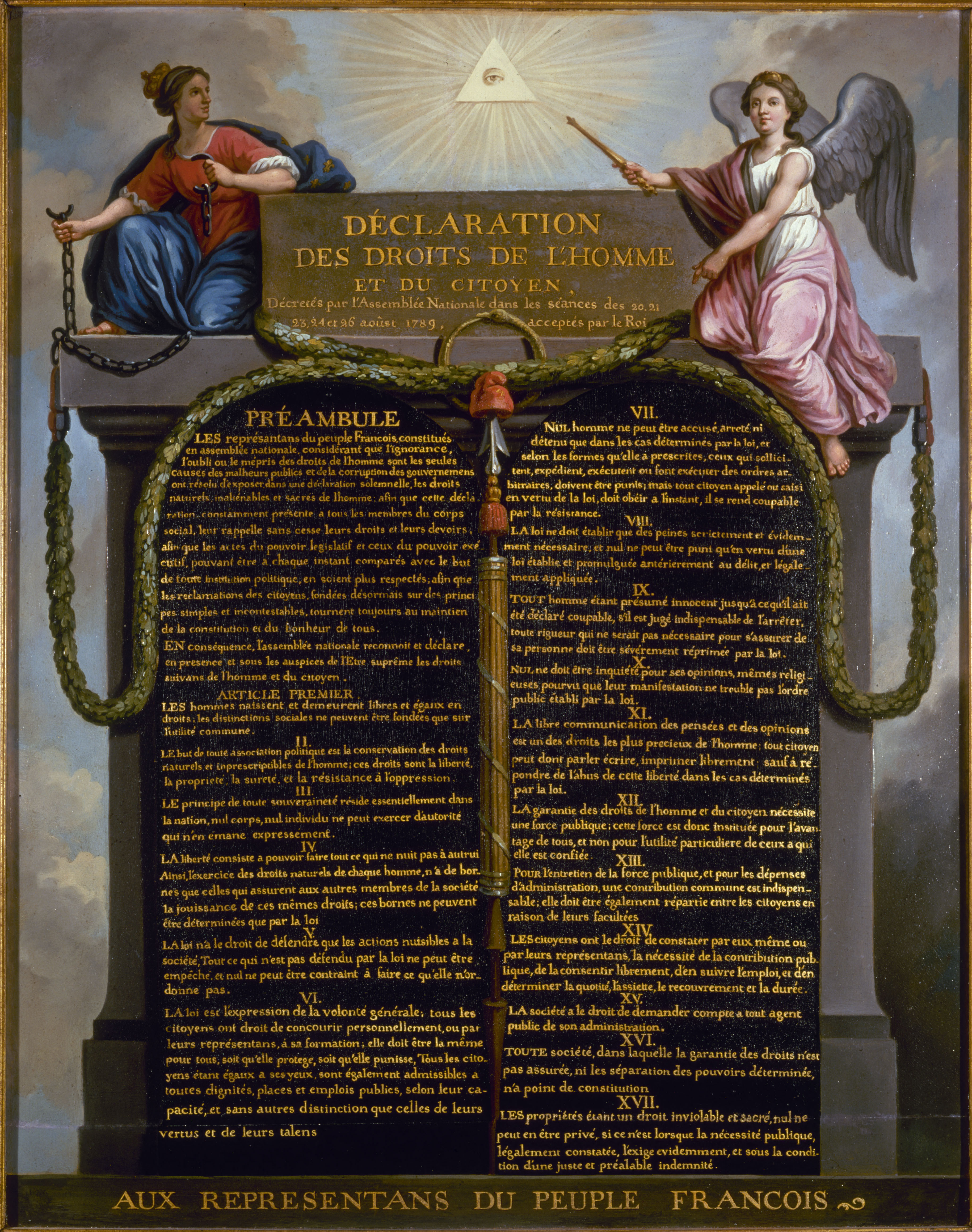
Declaração dos Direitos do Homem e do Cidadão

Direitos fundamentais : são direitos do ser humano reconhecidos e positivados no direito constitucional positivo de um determinado Estado (caráter nacional). Diferemm dos direitos humanos — com os quais são frequentemente confundidos — na medida em que os direitos humanos aspiram à validade universal, ou seja, são inerentes a todo ser humano como tal e a todos os povos em todos os tempos, sendo reconhecidos pelo Direito Internacional por meio de tratados e tendo, portanto, validade independentemente de sua positivação em uma determinada ordem constitucional (caráter supranacional).

## Colisão de direitos fundamentais
Partindo do pressuposto de que não existe hierarquia entre as diversas normas constitucionais, não há conflito entre as normas constitucionais no plano normativo. Por exemplo, não existe conflito entre as normas que garantem o direito à liberdade de imprensa e o direito à intimidade. O que pode ocorrer é que a incidência delas sobre uma dada situação gere uma colisão entre os direitos fundamentais.
Conforme Canotilho, "considera-se existir uma colisão autêntica de direitos fundamentais quando o exercício de um direito fundamental por parte do seu titular colide com o exercício do direito fundamental por parte de outro titular."
Considerando que não existem direitos fundamentais absolutos, para resolver uma colisão entre direitos fundamentais é necessário proceder à compatibilização entre os mesmos. Isso pode ser feito mediante o emprego do princípio da proporcionalidade, ou mediante o emprego da concordância prática. Com a aplicação da concordância prática, pode ocorrer o exercício conjugado dos direitos fundamentais com a redução do âmbito de aplicação de ambos (colisão com redução bilateral) ou, caso não seja possível a aplicação da primeira técnica, o também exercício conjugado destes através da relativização de apenas um deles (colisão com redução unilateral). Pode acontecer ainda que a realização concomitante dos direitos em colisão torne-se impossível, pois o exercício de um deles exclui o de outro, ocorrendo então a colisão excludente.

## Eficácia horizontal dos direitos fundamentais
Como os direitos fundamentais a princípio são direitos subjetivos perante o Estado e, como tradicionalmente é concebido, teriam efeitos diretos apenas na relação particular-Estado (relação vertical), enquanto que nas relações entre particulares teriam efeitos apenas indiretos (relações horizontais). A teoria da eficácia horizontal dos direitos fundamentais (em alemão: Drittwirkung) propõe a incidência destes nas relações entre particulares também de maneira direta. Portanto, a palavra eficácia é empregada no sentido de “âmbito”, “extensão”, “alcance”.
O tema está longe de ser incontroverso em diversos países do mundo, como a Alemanha, França, e EUA, mas, no Brasil, o STF já chegou a reconhecer o efeito direto dos direitos fundamentais nas relações privadas.